# Siphluriscus
Siphluriscus is een geslacht van haften (Ephemeroptera) uit de familie Siphluriscidae.

## Soorten
Het geslacht Siphluriscus omvat de volgende soorten:
- Siphluriscus chinensis